# Toyota Fortuner
Toyota Fortuner (укр. Тойота Форчюнер) — автомобіль категорії SUV середнього розміру японської компанії Toyota, заснований на платформі Toyota Hilux.

## Перше покоління (AN50, AN60; 2004–2015)

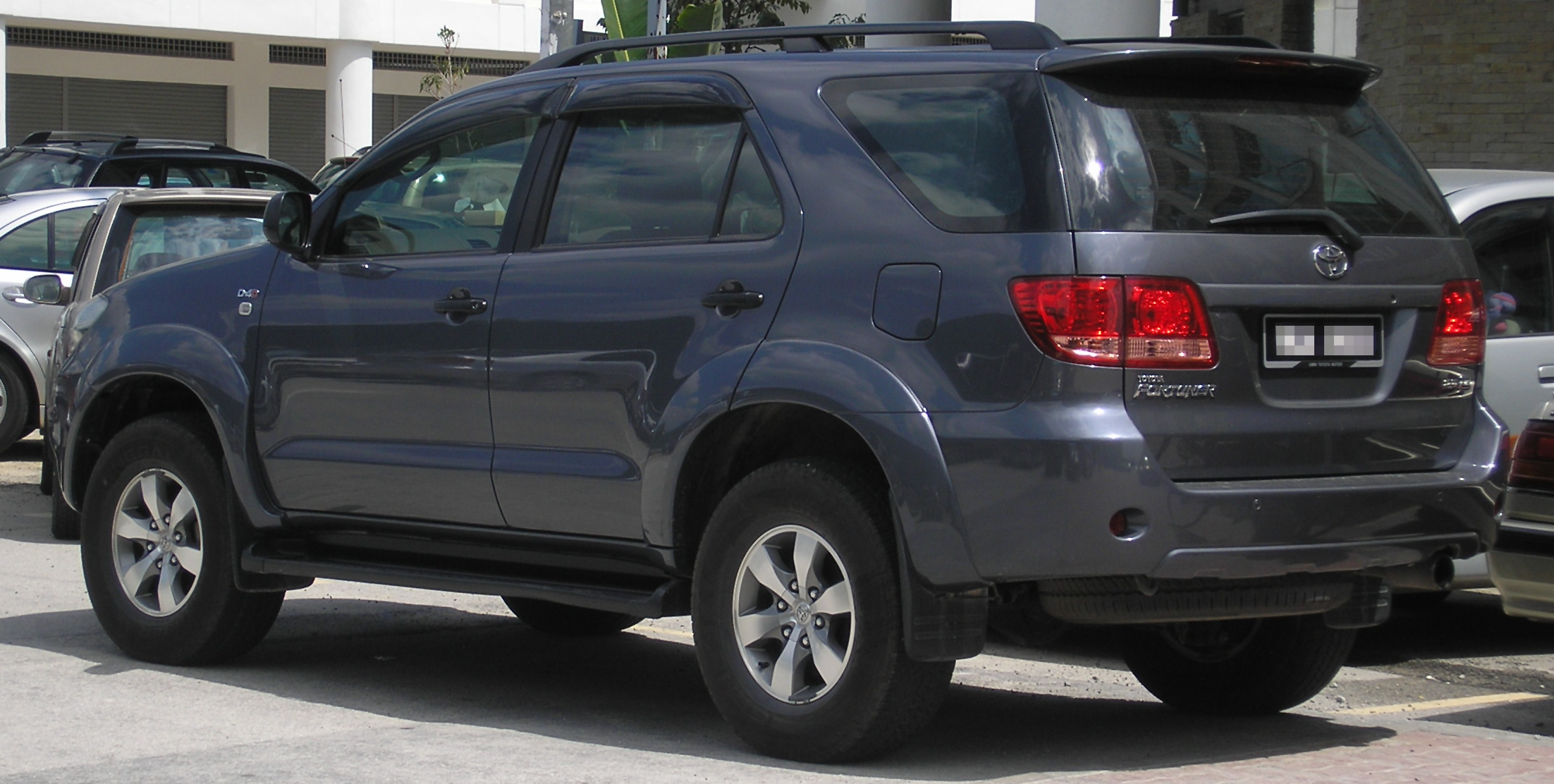
Toyota Fortuner (2005-2009)

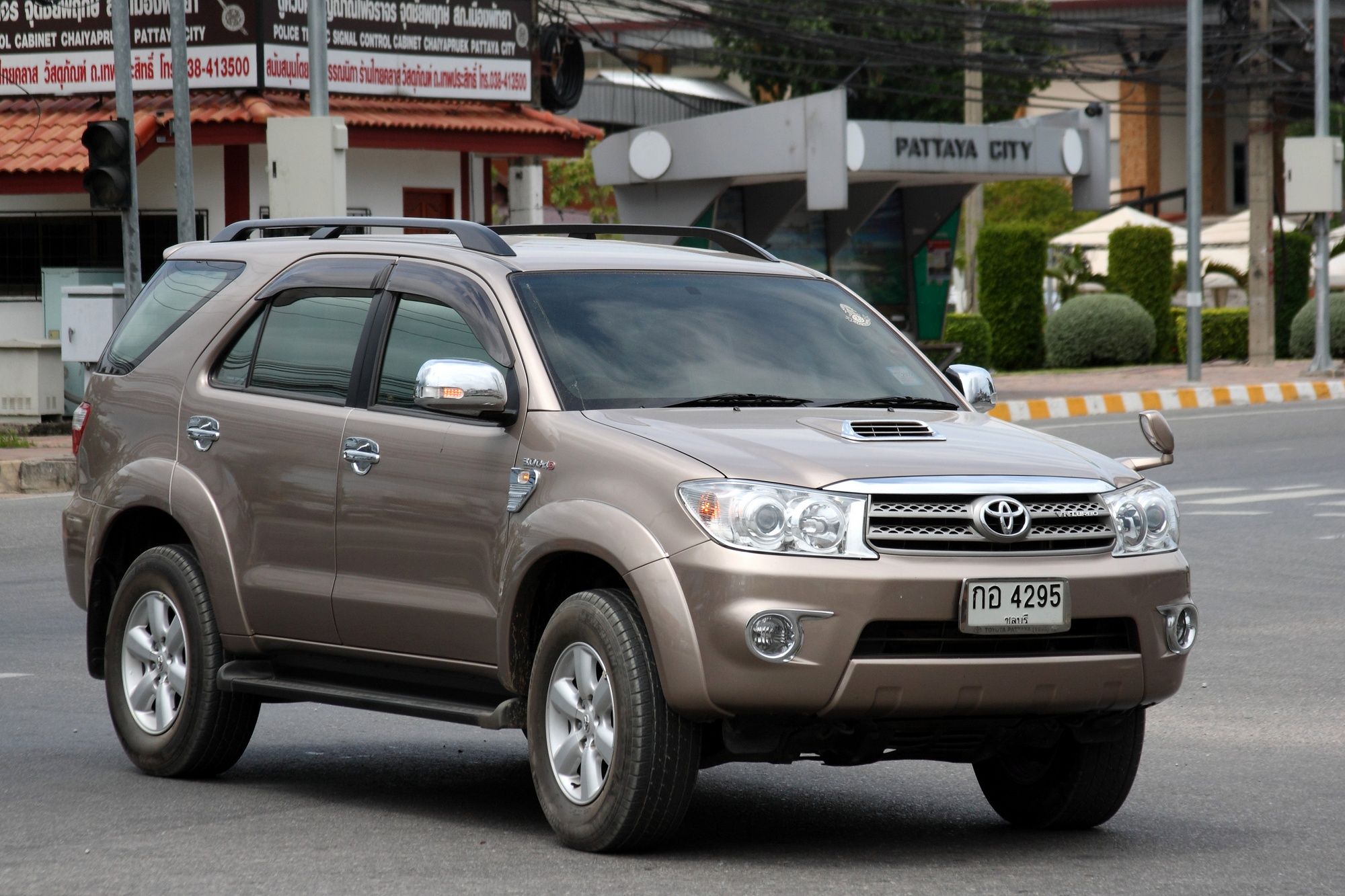
Toyota Fortuner (2009-2011)

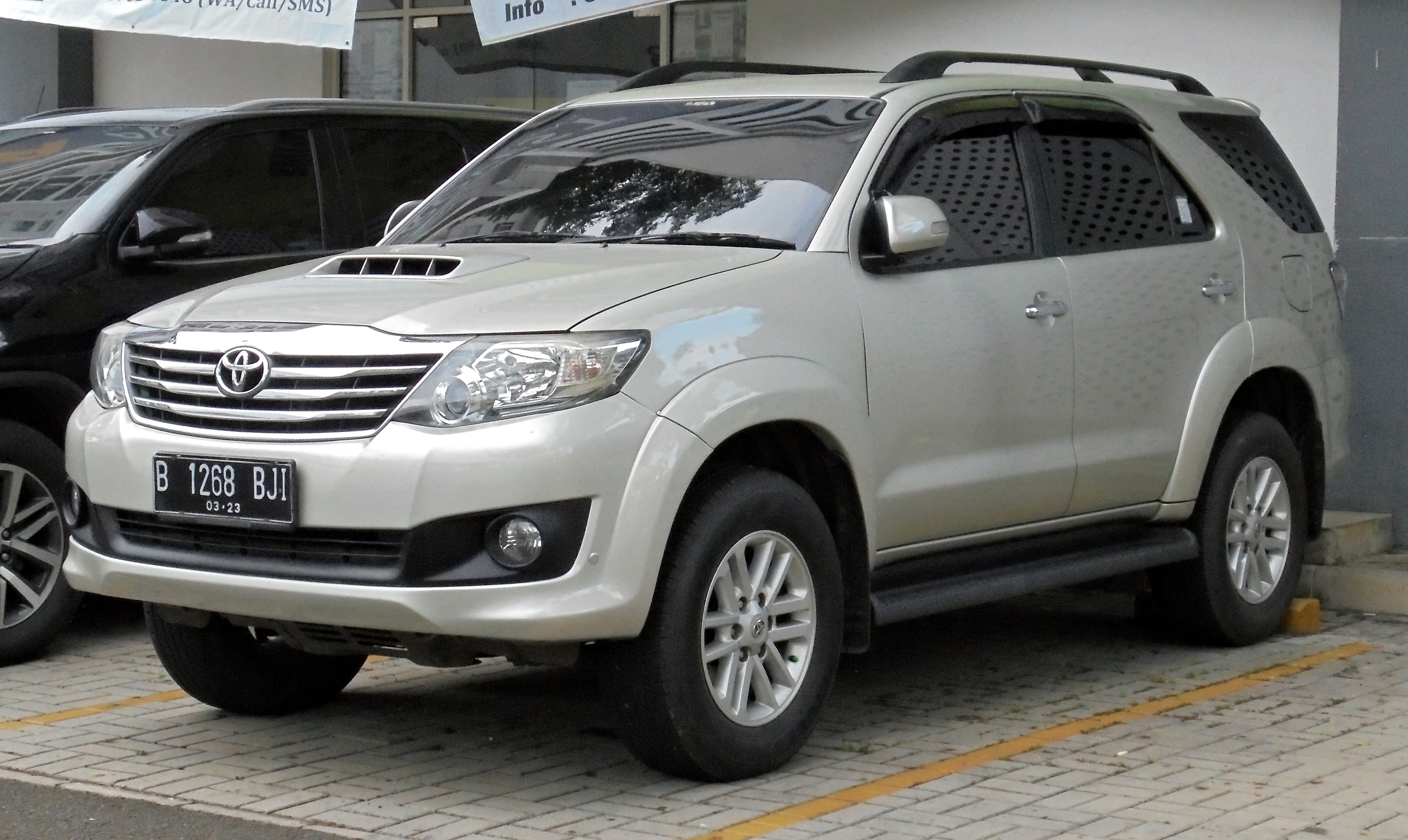
Toyota Fortuner (з 2012)

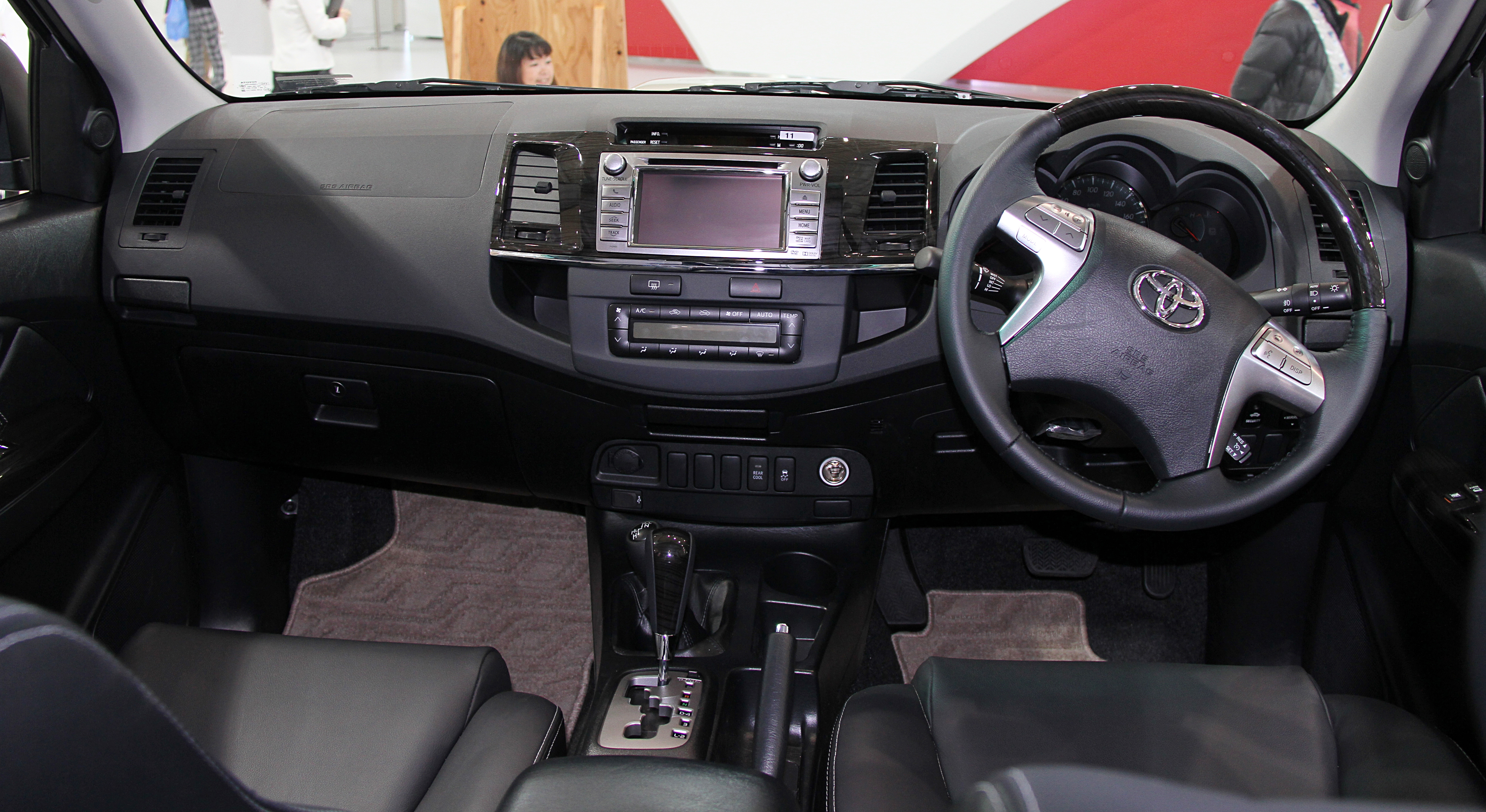
Салон Toyota Fortuner

Toyota Fortuner спочатку випускався тільки в Таїланді, але пізніше також в Індонезії та інших країнах. Fortuner має три ряди сидінь, потужну східчасту раму і доступний у варіантах з заднім і повним приводом Part-time. Автомобіль має блокування міжосьового диференціала, що відповідає за розподіл крутного моменту між осями. У звичайному режимі руху розподіл крутного моменту відбувається в співвідношенні 40% на передню вісь, 60% - на задню. При блокуванні міжосьового диференціала, наприклад на бездоріжжі, це співвідношення сягає розподілу в пропорції 50:50. Потужні версії Fortuner додатково оснащуються механічним блокуванням заднього міжколісного диференціала.
Fortuner є частиною проекту IMV Toyota в Таїланді, який також включає Toyota Hilux і Kijang Innova (в Індонезії). 
Розроблений в значній мірі тайським підрозділом Toyota, Fortuner примножив успіх Hilux і тепер поставляється в ряд країн, включаючи Індію, Аргентину і Індонезію, хоча за межами Таїланду його успіх був неоднозначним. Однак Гіллард, який працював в технічному центрі Toyota (TTC-AU), заявив виданню Sydney Morning Herald, що робота над Fortuner була розпочата в 2006 році. Насправді, цей автомобіль був розроблений в Таїланді тайськими і японськими інженерами. Toyota Австралія зробили тільки оновлену версію дизайну передньої частини IMV, крім того, вони несуть відповідальність за розробку наступного покоління Fortuner.
Існує кілька варіантів двигунів в залежності від країни продажу, в тому числі:
- Бензинові 2TR-FE об'ємом 2,7 л і 1GR-FE V6 об'ємом 4,0 л зі зміною фаз газорозподілу.
- Дизельні моделі 2KD-FTV об'ємом 2,5 л і 1KD-FTV об'ємом 3,0 л зі змінною геометрією турбокомпресора (Common Rail).

У 2007 році Toyota Таїланд припинила випуск 4×4 бензинових моделей і замінила їх на випуск бензинових версій з 2-ма ведучими колесами. Цей автомобіль був найпродаванішим у своїй категорії (SUV/PPV) в Таїланді.
Fortuner не пропонується в Японії, Європі, Північній Америці, Австралії і Китаї. На цих ринках Toyota пропонує Hilux Surf (Японія), 4Runner (Північна Америка) і Land Cruiser Prado (Європа, Австралія та Китай). Однак у деяких країнах Центральної Америки (наприклад, в Панамі) Toyota Fortuner пропонується поряд з 4Runner і Land Cruiser Prado.

### Фейсліфтинг 2008
на Міжнародному автосалоні в Індонезії в серпні 2008 року представлено модернізований Fortuner. Ця модель має нові фари, ґрати радіатора, нові задні фари і новий дизайн колісних дисків. Дизайн ґрат радіатора і фар виконані в стилі Toyota Land Cruiser 200. Інтер'єр також отримав нові кольори, дерев'яні панелі і кондиціонер для другого і третього ряду сидінь. Fortuner 2,5 G також доступні з обвісом TRD Sportivo, який також є додатковим аксесуаром, який може бути встановлений на Fortuner 2,7 G.

### Фейсліфтинг 2011
В 2011 році Fortuner модернізований вдруге, зміни торкнулися більше передньої і задньої частини, а також інтер'єру. Передня часнина отримала багато конструктивних змін, а саме нові ґрати радіатора, фари і бампер. Дизайн ґрат радіатора тепер має три хромованих лінії, горизонтальні фари моделі мають новий дизайн, передні протитуманні фари вмонтовані в новий бампер. Автомобіль отримав перероблений задній бампер з задніми ліхтарями.

### Двигуни
Бензинові:
- 2.7 л 2TR-FE I4 VVT-i
- 4.0 л 1GR-FE V6 VVT-i

Дизельні:
- 2.5 л 2KD-FTV I4 Common Rail D-4D
- 2.5 л 2KD-FTV I4 Common Rail D-4D VNT
- 3.0 л 1KD-FTV I4 Common Rail D-4D VNT

## Друге покоління (AN160; 2015–наш час)

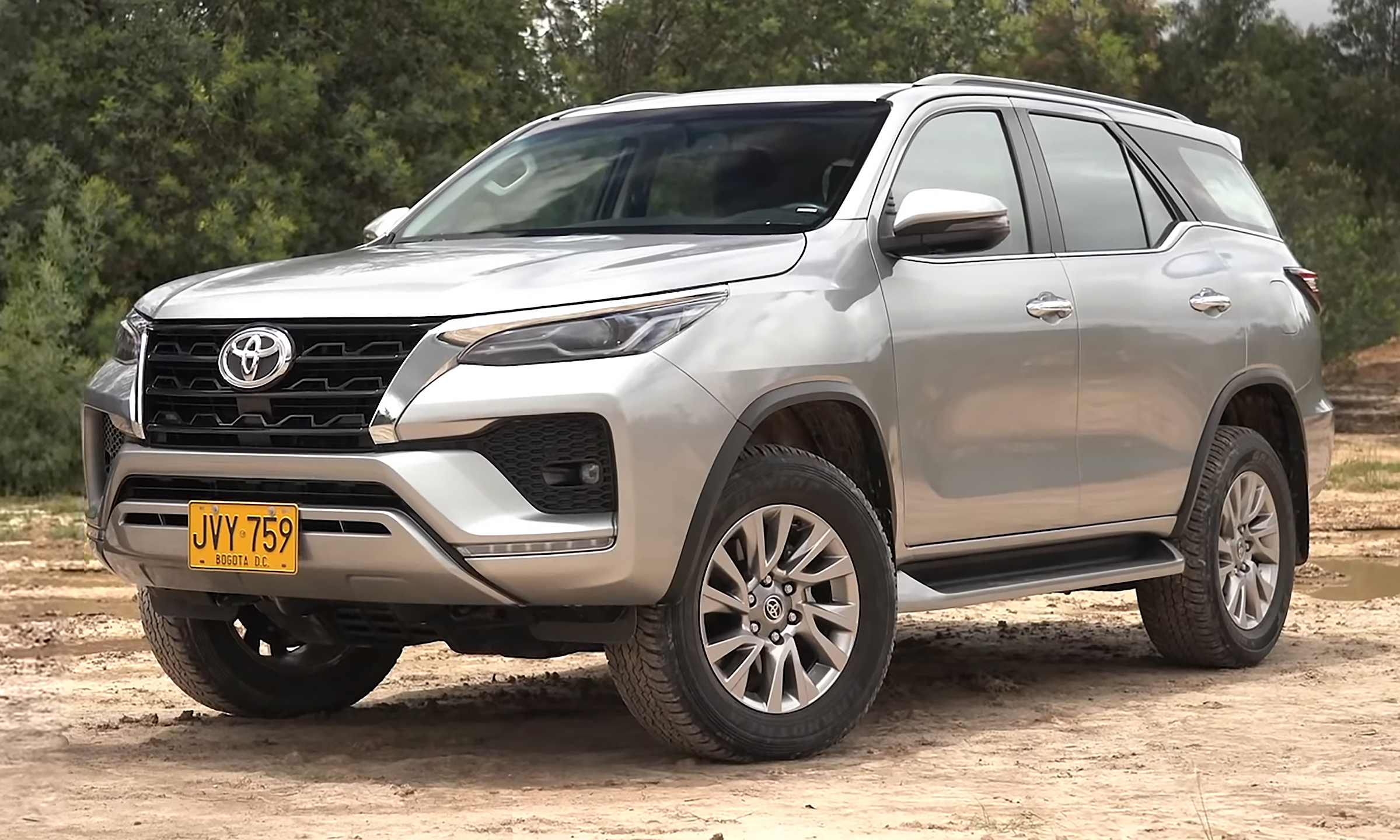
Toyota Fortuner II (з 2020)

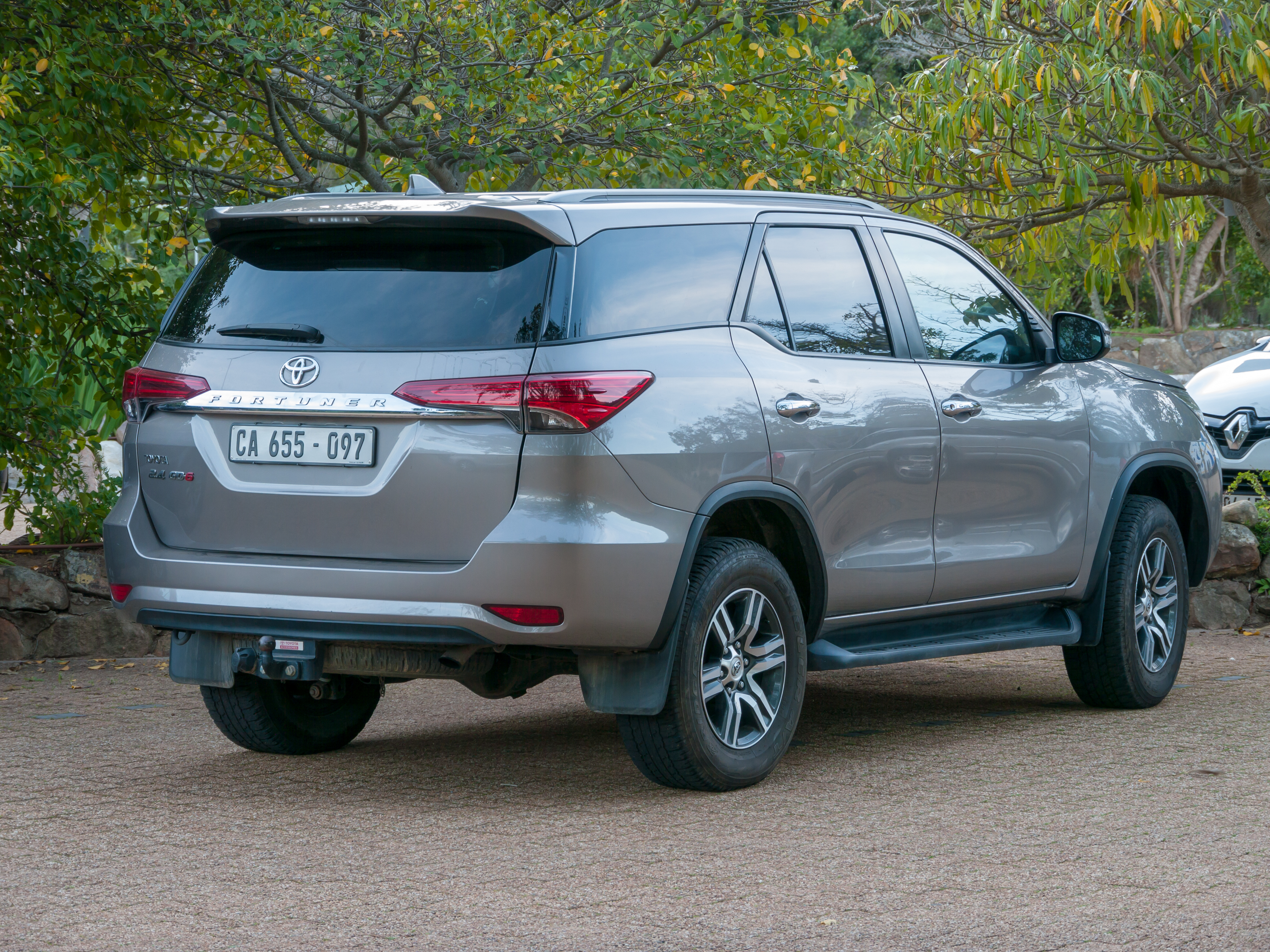
Toyota Fortuner II

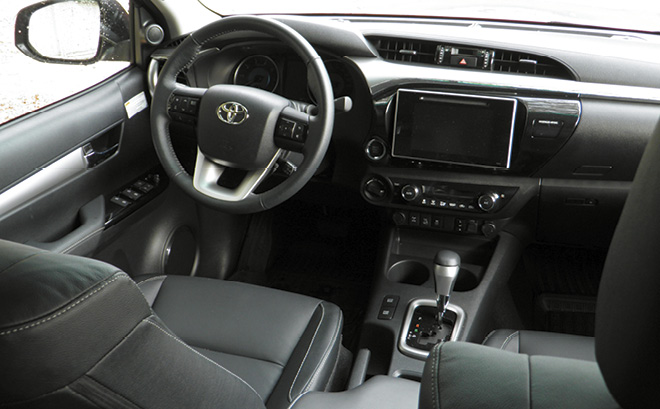
Салон

В кінці 2015 року дебютувало нове покоління Toyota Fortuner. Автомобіль зберіг свою рамну конструкцію і повний привод та отримав нові турбодизельні двигуни 2,4 л 2GD-FTV потужністю 163 к.с. критним моментом 343-400 Нм крутного моменту і 2,8 л 1GD-FTV потужністю 176 к.с. критним моментом 420-450 Нм крутного моменту, механічну і автомотичну КПП. Крім того на автомобіль встанолвлено оновлені бензинові двигуни 2,7 л VVT-i DOHC 2TR-FE потужністю 160 к.с. крутним моментом 246 Нм і 4,0 л VVT-i DOHC V6 285 к.с. і 392 Нм.
Спереду на Toyota Fortuner застосована незалежна пружинна підвіска на подвійних поперечних важелях зі стабілізатором поперечної стійкості. Ззаду встановлена залежна пружинна п'ятиважельна підвіска з тягою Панара. Як і попередник новий автомобіль доступний у варіантах з заднім і повним приводом Part-time. Автомобіль має електронні емітації блокування міжосьового диференціала, що відповідає за розподіл крутного моменту між осями. У звичайному режимі руху розподіл крутного моменту відбувається в співвідношенні 40% на передню вісь, 60% - на задню. При блокуванні міжосьового диференціала, наприклад на бездоріжжі, це співвідношення сягає розподілу в пропорції 50:50. Потужні версії Fortuner додатково оснащуються механічним блокуванням заднього міжколісного диференціала.
Позашляховик 2016 року виділяється дещо агресивною зовнішністю з прямокутною, хромованою решіткою радіатора, короткими передніми звісами, значним дорожнім просвітом та високою лінією скління. Автомобіль отримав незвичну лінію скління, яка вигинається до боків. Задня частина кузова відмічена яскравими світлодіодними хвостовими вогнями. У залежності від комплектації - GX, GXL або Crusade, позашляховик постачається з 17 або 18-дюйомовими литими дисками коліс. Моделі вищої комплектації оснащені: рейлінгами даху, протитуманними фарами та сенсорами паркування. Топова модель пропонує світлодіодні фронтальні фари та денні ходові вогні. Компанія Toyota завжди прискіпливо ставилась до деталей, тому якість збірки в автомобілів хороша. Позашляховик має продуману приладову групу з двома аналоговими датчиками, які оточують центральний інформаційний екран. За допомогою сенсорного екрану інформаційно-розважальної система водій керує функціями радіо, навігації та налаштування автомобіля. Салон оснащений двозонним клімат-контролем та сімома подушками безпеки. Для водіїв, які часто подорожують, передбачено холодильник. Позашляховик вміщує сімох пасажирів: 2+3+2. Сидіння другого та третього рядів складаються. Об’єм багажного відділення складає 535 літрів.

### Двигуни
Бензинові:
- 2.7 л 2TR-FE I4 Dual VVT-i
- 4.0 л 1GR-FE V6 Dual VVT-i

Дизельні:
- 2.4 л 2GD-FTV ESTEC VNT I4 Common Rail D-4D
- 2.5 л 2KD-FTV VNT I4 Common Rail D-4D
- 2.8 л 1GD-FTV ESTEC VNT I4 Common Rail D-4D
- 3.0 л 1KD-FTV VNT I4 Common Rail D-4D
- 3.0 л 5L-E I4